# Huế FC
Der Huế Footbal Club (vietnamesisch Câu lạc bộ Bóng đá Huế) ist ein vietnamesischer Fußballverein aus Huế, der in der zweiten Liga, der V.League 2, spielt.

## Erfolge
- V.League 1

Vizemeister: 1995
- V.League 2

Vizemeister: 2015, 2017
- Vietnamese Second League: 2013  ▲
- Vietnamesischer Fußballpokal: 2002 (Finale)

## Stadion
Seine Heimspiele trägt der Verein im Tự Do Stadium in Huế aus. Das Stadion hat ein Fassungsvermögen von 25.000 Personen.
Koordinaten: 16° 28′ 2,2″ N, 107° 35′ 51,3″ O

## Saisonplatzierung
| Saison  | Liga                     | Platz   | Vietnamese Cup |
| ------- | ------------------------ | ------- | -------------- |
| 2013    | Vietnamese Second League | 1. ▲    |                |
| 2014    | V.League 2               | 5.      | 1. Runde       |
| 2015    | V.League 2               | 2.      | 1. Runde       |
| 2016    | V.League 2               | 7.      |                |
| 2017    | V.League 2               | 2.      |                |
| 2018    | V.League 2               | 7.      | 1. Runde       |
| 2019    | V.League 2               | 6.      | 1. Runde       |
| 2020    | V.League 2               | 9.      | 1. Runde       |
| 2021    | V.League 2               | Abbruch |                |
| 2022    | V.League 2               | 7.      | 1. Runde       |
| 2023    | V.League 2               | 6.      | 1. Runde       |
| 2023/24 | V.League 2               | 4.      | 1. Runde       |